# Rami Al Hajj
Rami Al Hajj, né le 17 septembre 2001 à Beyrouth au Liban, est un footballeur suédois qui évolue au poste de milieu offensif au Silkeborg IF.

## Biographie

### En club
Né à Beyrouth au Liban, Rami Al Hajj rejoint la Suède à l'âge de deux ans avec sa famille. Il est notamment formé par le Falkenbergs FF. Al Hajj rejoint le club néerlandais du SC Heerenveen en août 2018. Il joue son premier match en professionnel lors d'une rencontre de championnat face au Feyenoord Rotterdam, le 18 janvier 2020. Il entre en jeu à la place de Rodney Kongolo lors de cette rencontre perdue par son équipe (3-1 score final).
Al Hajj connait sa première titularisation le 16 décembre 2021, face à De Treffers (en), en coupe des Pays-Bas. Il est placé au poste d'ailier droit et joue l'intégralité de la rencontre. Son équipe l'emporte par deux buts à zéro ce jour-là.
Lors de l'été 2023, Rami Al Hajj rejoint le Danemark afin de s'engager en faveur de l'Odense BK. Il signe un contrat de trois ans, soit jusqu'en juin 2026.

### En sélection
Avec les moins de 19 ans, il inscrit un but contre l'Estonie en novembre 2019. Ce match gagné sur le large score de 4-0 rentre dans le cadre des éliminatoires du championnat d'Europe 2020.
Il joue son premier match avec l'équipe de Suède espoirs le 3 juin 2021 face à la Finlande. Il est titularisé puis remplacé par Dennis Collander lors de cette rencontre remportée par son équipe (2-0). Il marque son premier but avec les espoirs le 8 octobre 2021 face au Monténégro en ouvrant le score. Il participe ainsi à la victoire des siens par trois buts à un.

## Vie personnelle
En septembre 2021, Rami Hajal devient Rami Al Hajj, il change de nom pour reprendre celui qui était le sien avant son arrivée en Suède.